# روبان نقره‌ای بهترین بازیگر نقش مکمل مرد

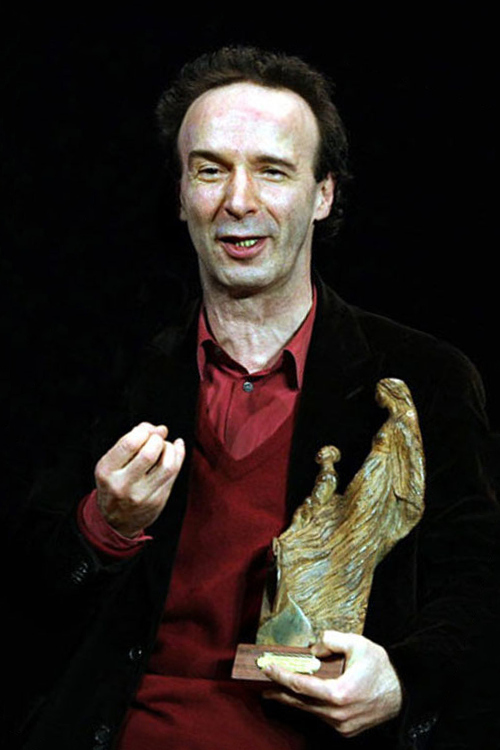
روبرتو بنینی بازیگر و کارگردان ایتالیایی برنده جایزه ترنی در «رویدادهای ولنتاین» شد.

روبان نقره‌ای بهترین بازیگر نقش مکمل مرد (ایتالیایی: Nastro d'argento al migliore attore non protagonista) یکی از جوایز اتحادیه ملی روزنامه نگاران سینمای ایتالیا است از سال ۱۹۴۶ تاکنون به صورت سالانه به بهترین بازیگر مرد نقش دوم داده می‌شود.

## دهه ۱۹۴۰
- ۱۹۴۶ - جینو چروی - His Young Wife
- ۱۹۴۷ - ماسیمو سراتو - Il sole sorge ancora
- ۱۹۴۸ - ناندو برونو - Flesh Will Surrender
- ۱۹۴۹ - سارو اورزی - In the Name of the Law

## دهه ۱۹۵۰
- ۱۹۵۰ - جایزه داده نشد
- ۱۹۵۱ - اومبرتو اسپادارو - Il Brigante Musolino
- ۱۹۵۲ - جایزه داده نشد
- ۱۹۵۳ - گابریله فرزتی - The Wayward Wife
- ۱۹۵۴ - آلبرتو سوردی - ولگردها (فیلم ۱۹۵۳)
- ۱۹۵۵ - پائولو استوپا - طلای ناپل
- ۱۹۵۶ - ممو کاروتنوتو - دو همسری
- ۱۹۵۷ - پپینو د فیلیپو - Totò, Peppino e i fuorilegge
- ۱۹۵۸ - آندره‌آ ککی - Parola di ladro
- ۱۹۵۹ - نینو وینجلی - La sfida

## دهه ۱۹۶۰
- ۱۹۶۰ - کلودیو گورا - Un maledetto imbroglio
- ۱۹۶۱ - انریکو ماریا سالرنو - Long Night in 1943
- ۱۹۶۲ - سالوو رندونه - ترور
- ۱۹۶۳ - رومولو والی - یک داستان میلانی
- ۱۹۶۴ - فولکو لولی - The Organizer
- ۱۹۶۵ - لئوپولدو تریئسته - گمراه و رهاشده
- ۱۹۶۶ - اوگو تونیاتسی - من او را خوب می‌شناختم
- ۱۹۶۷ - گستونه موسکین - پرندگان، زنبورهای عسل و ایتالیایی‌ها
- ۱۹۶۸ - گابریله فرزتی - صلاح مملکت خویش
- ۱۹۶۹ - اتوره ماتیا - La pecora nera

## دهه ۱۹۷۰
- ۱۹۷۰
  - اومبرتو اورسینی - The Damned
  - فانفولا - ستیریکون
- ۱۹۷۱ - رومولو والی - The Garden of the Finzi-Continis
- ۱۹۷۲ - سالوو رندونه - طبقه کارگر به بهشت می‌رود
- ۱۹۷۳ - ماریو کاروتنوتو - The Scientific Cardplayer
- ۱۹۷۴ - توری فرو - بداندیش (فیلم ۱۹۷۳)
- ۱۹۷۵ - آلدو فابریتسی - ما یکدیگر را بسیار زیاد دوست داریم
- ۱۹۷۶ - چیچو اینگراسیا - Todo modo
- ۱۹۷۷ - رومولو والی - An Average Little Man
- ۱۹۷۸ - کارلو بینو - In the Name of the Pope King
- ۱۹۷۹ - ویتوریو میتزوجورنو - A Dangerous Toy

## دهه ۱۹۸۰
- ۱۹۸۰ - توماس میلیان - La luna
- ۱۹۸۱ - ماسیمو جیروتی - شور عشق
- ۱۹۸۲ - پائولو استوپا - Il Marchese del Grillo
- ۱۹۸۳ - تینو شیرینزی - شوپن (فیلم)
- ۱۹۸۴ - لئو گولوتا - Where's Picone?
- ۱۹۸۵ - لئوپولدو تریئسته - هانری چهارم
- ۱۹۸۶ - گستونه موسکین - Amici miei – Atto III
- ۱۹۸۷ - دیگو ابتنتوئونو - Regalo di Natale
- ۱۹۸۸ - انزو کنوله - 32 dicembre
- ۱۹۸۹ - فابیو بوسوتی - Francesco

## دهه ۱۹۹۰
- ۱۹۹۰ - آلساندرو هابر - Willy signori e vengo da lontano
- ۱۹۹۱ - انیو فانتاستیکینی - درهای باز (فیلم)
- ۱۹۹۲ - پائولو بوناچلی - Johnny Stecchino
- ۱۹۹۳ - رناتو کارپنتیری - Puerto Escondido
- ۱۹۹۴ - آلساندرو هابر - برای عشق، فقط برای عشق
- ۱۹۹۵ - مارکو مسری -  Con gli occhi chiusi
- ۱۹۹۶ - لئوپولدو تریئسته - The Star Maker
- ۱۹۹۷ - جانی کاوینا - Festival
- ۱۹۹۸ - جوستینو دورانو - زندگی زیباست
- ۱۹۹۹ - آنتونیو کاتانیا / ریکاردو گرونه / ویتوریو گاسمن / جانکارلو جانینی / آدآلبرتو ماریا مرلی / اروس پاگنی / استفانو آنتونوچی / جورجو کولانجلی / جوزپه گاندینی / والتر لوپو / پائولو مرلونی / کارلو مولفس / سرجیو نیکولای / کورادو اولمی / ماریو پاتانه / پیرفرانچسکو پوگی / فرانچسکو سیچیلیانو / جورجو تیراباسی / ونانتینو ونانتینی / آندری کامبی - شام

## دهه ۲۰۰۰
- ۲۰۰۰ - فلیچه آندرئاسی - Bread and Tulips
- ۲۰۰۱ - جانکارلو جانینی - هانیبال
- ۲۰۰۲ - لئو گولوتا -  Vajont - La diga del disonore
- ۲۰۰۳ - دیگو ابتنتوئونو -  Io non ho paura
- ۲۰۰۴ - آرنولدو فوآ - مردم رم
- ۲۰۰۵ - رافائلا پیسو - پیامدهای عشق
- ۲۰۰۶ - کارلو وردون - راهنمای عشق
- ۲۰۰۷ - آلساندرو هابر - زن ناشناخته and The Roses of the Desert
- ۲۰۰۸ - آلساندرو گازمن - Quiet Chaos
- ۲۰۰۹ - اتسیو گرجو - Giovanna's Father

## دهه ۲۰۱۰
- ۲۰۱۰
  - انیو فانتاستیکینی - دردسرسازان
  - لوکا زینگارتی -  Il figlio più piccolo  and زندگی ما
- ۲۰۱۱ - جوزپه باتیستون - La passione, Figli delle stelle and  Senza arte né parte
- ۲۰۱۲ - مارکو جالینی -  Posti in piedi in paradiso  و ACAB – All Cops Are Bastards
- ۲۰۱۳ - کارلو وردون - زیبایی بزرگ